# Gonodactylus childi
Gonodactylus childi is een bidsprinkhaankreeftensoort uit de familie van de Gonodactylidae. De wetenschappelijke naam van de soort is voor het eerst geldig gepubliceerd in 1971 door Raymond B. Manning. De soort werd ontdekt in de Eniwetok-atol.